# Cantharocnemis kraatzi
Cantharocnemis kraatzi är en skalbaggsart som beskrevs av Thomson 1860. Cantharocnemis kraatzi ingår i släktet Cantharocnemis och familjen långhorningar. Inga underarter finns listade.